# Lichtheimiaceae
Lichtheimiaceae är en familj av svampar. Lichtheimiaceae ingår i ordningen Mucorales, divisionen oksvampar och riket svampar.
|                 | Umbelopsidaceae               |
|                 |                               |
|                 | Syncephalastraceae            |
|                 |                               |
|                 | Radiomycetaceae               |
|                 |                               |
|                 | Pilobolaceae                  |
|                 |                               |
|                 | Phycomycetaceae               |
|                 |                               |
|                 | Mycotyphaceae                 |
|                 |                               |
|                 | Mucoraceae                    |
|                 |                               |
|                 | Cunninghamellaceae            |
|                 |                               |
|                 | Choanephoraceae               |
|                 |                               |
| Lichtheimiaceae | \| \| Lichtheimia \| \| \| \| |
|                 | \| \| Lichtheimia \| \| \| \| |
|                 | Mycocladaceae                 |
|                 |                               |
|                 | Lentamyces                    |
|                 |                               |
|                 | Siepmannia                    |
|                 |                               |
|                 | Lichtheimia                   |
|                 |                               |

|  | Lichtheimia |
|  |             |